# Tabea Schwarz
Tabea Schwarz (* 22. September 2000) ist eine deutsche Volleyball- und Beachvolleyballspielerin.

## Karriere Hallenvolleyball
Tabea Schwarz spielte in ihrer Jugend beim heimatlichen SV Lohhof, mit dem sie 2017 die Deutsche U18-Meisterschaft gewann. Nach zwei Jahren in der USA  kehrte die Außenangreiferin wieder zurück nach Lohhof. Hier spielte sie in der 2. Bundesliga Süd und erreichte die Plätze drei und vier.

## Karriere Beachvolleyball
Seit 2014 spielt Schwarz auch Beachvolleyball, zunächst mit Kira Deisel auf diversen Jugendmeisterschaften. Mit Isabel Martin gewann sie 2018 die Deutsche U20-Meisterschaft. An der US-amerikanischen San José State University spielte Schwarz 2019 mit Caitlin Bettenay und 2020 mit Thaliana Grajeda. Nach ihrer Rückkehr nach Deutschland war sie von 2021 bis 2023 an der Seite von Giulia Deißenberger aktiv. 2023 hatte Schwarz auch einige Turniere mit Natascha Oßner-Niemczyk. 2024 ist Stefanie Klatt auf nationalen Turnieren ihre Partnerin. Die beiden gewannen das „Rock the Beach“-Turnier auf Borkum und qualifizierten sich für die deutsche Meisterschaft.
Seit 2022 spielte Schwarz auch international bei einigen Future-Events auf der World Beach Pro Tour mit Giulia Deißenberger, Janne Uhl, Paula Schürholz und Leonie Klinke.
Auf der German Beach Tour 2025 überstand Schwarz zusammen mit Lisa-Sophie Kotzan die Qualifikation für das erste Turnier in Düsseldorf, das die beiden nach vier Siegen auch gewannen. 